# Dritter Lemoinescher Kreis

Schnittpunkte ,,,, und liegen auf dem dritten Lemoine-Kreis mit Mittelpunkt (rot). ist der Lemoine-Punkt und der Mittelpunkt des Umkreises von.

Der dritte Lemoinesche Kreis eines Dreiecks ist einer der besonderen Kreise der Dreiecksgeometrie. Wie der erste und zweite Lemoinesche Kreis ist er ein Spezialfall eines Tucker-Kreises. Er ist nach dem französischen Mathematiker Émile Lemoine (1840–1912) benannt, wurde aber erst 2002 von Jean-Pierre Ehrmann entdeckt.

## Definition
Betrachtet man bei einem Dreieck {\displaystyle \triangle ABC} mit Lemoinepunkt {\displaystyle K} die Umkreise der Teildreiecke {\displaystyle \triangle ABK}, {\displaystyle \triangle BCK} und  {\displaystyle \triangle ACK}, dann schneiden sie die verlängerten Dreiecksseiten von  {\displaystyle \triangle ABC} in je zwei weiteren Punkten. Das heißt, der Umkreis von {\displaystyle \triangle ABK} schneidet {\displaystyle AC} in {\displaystyle Q_{b}} und {\displaystyle BC} in {\displaystyle P_{a}}, der Umkreis von {\displaystyle \triangle BCK} schneidet {\displaystyle AB} in {\displaystyle Q_{c}} und {\displaystyle AC} in {\displaystyle P_{b}} und der der Umkreis von {\displaystyle \triangle ACK} schneidet {\displaystyle AB} in {\displaystyle P_{c}} und {\displaystyle BC} in {\displaystyle Q_{a}}. Diese sechs Schnittpunkte {\displaystyle P_{a},P_{b},P_{c},Q_{a},Q_{a},Q_{c}} haben die Eigenschaft auf einem gemeinsamen Kreis zu liegen, dieser Kreis wird als dritter Lemoine-Kreis bezeichnet.

## Eigenschaften
Der Mittelpunkt {\displaystyle M} des dritten Lemoine-Kreises liegt auf der Verbindungsgeraden zwischen dem Lemoine-Punkt {\displaystyle K} und dem Umkreismittelpunkt {\displaystyle O} des Dreiecks {\displaystyle \triangle ABC}, zudem ist der Abstand zwischen Umkreismittelpunkt {\displaystyle O} und Lemoinepunkt {\displaystyle K} doppelt so groß wie der Abstand zwischen Mittelpunkt {\displaystyle M} und Lemoinepunkt{\displaystyle K}.
{\displaystyle |OK|=2\cdot |MK|}
Verwendet man orientierte Abstände oder Vektoren, so gilt:
{\displaystyle {\vec {KM}}=-{\frac {1}{2}}{\vec {KO}}}
Der dritte Lemoine-Kreis ist ein Tucker-Kreis.